# San Sebastián (parroquia de Cuenca)
La parroquia de San Sebastián ubicada en el noroeste de Cuenca es una de las 15 parroquias urbanas que la conforman. El nombre se lo da en honor al santo y mártir Sebastián de Milán. Al igual que la parroquia San Blas es llamada como "parroquia de indios" esto se debe a la separación racial y social existentes en la ciudad en la época colonial.
Está conformada por los barrios Convención del 45, Tres de Mayo, Corazón de Jesús, Daniel Alvarado, Esquinas de San José de Balzay, San Sebastián, San Vicente de las Caleras, Cayambe, El Paltan, Los Alisos del Cebollar, El Lirio de Racar, Los Olivos de Balzay, Los Tanques de Agua Potable, Zona Rosa, Daniel Alvarado, Daniel Toral, El Cebollar, El Tejar, Gran Cove, La Y de Balzay, La Churonita, Unión Las Caleras, Las Pencas, Las Pencas Altas, Los Arupos, Los Tubos, María Auxiliadora de Racar, Palacios Bravo, Reina del Cisne, Riquetti, San Martín, Santa María de Sayausí, Tandacatu, Virgen del Milagro, Bomba Eloy Alfaro, Bosque de Sacay, Colegio Ecuador, San Mateo de la Cerámica, La Cumbre, La Libertad, Los Geranios, Plaza del Arte, Río Amarillo, San José de Balzay, Playa Chica, Sector Oro Verde y La Dolorosa de Racar.

## Historia
La parroquia de San Sebastián fue fundada en el siglo XVII más tarde que Cuenca, fue en el año de 1692 se la desmembraba de la parroquia El Franciscano que existía en esa época.
En esa fecha era considerada como la parroquia de San Blas barrio de indígenas en donde los principales ayllus que vivían en San Sebastián fueron: el ayllu de las ladinas o sea de las mujeres de mal vivir, que desde los años mil setecientos fueron descendiendo en la parroquia que iba creciendo.
La parroquia eclesiástica cuya iglesia y monasterio fueron las principales construcciones existentes en donde los principales párrocos que han servido a la parroquia son entre otros: Dr. Antonio Herrera, ex-dominicano, Coronel Daniel Celleri, José A. Díaz y León Cobos.
En la parroquia se dio culto a la Santísima Virgen bajo la advocación de nuestra Señora de las Nieves, igualmente al Arcángel San Miguel, el signo de nuestra redención, a la Santa Cruz, con el nombre de cruz de San Sebastián que en la actualidad se conserva esta cruz de piedra, y al señor de Jara una imagen antigua cuyo motivo de la devolución son sus miles de leyendas.

## Geografía
La parroquia San Sebastián se ubica al noroeste de Cuenca, a 800 metros del parque central de esta ciudad (Parque Calderón), en el margen izquierdo del Río Tomebamba.

## Puntos de interés

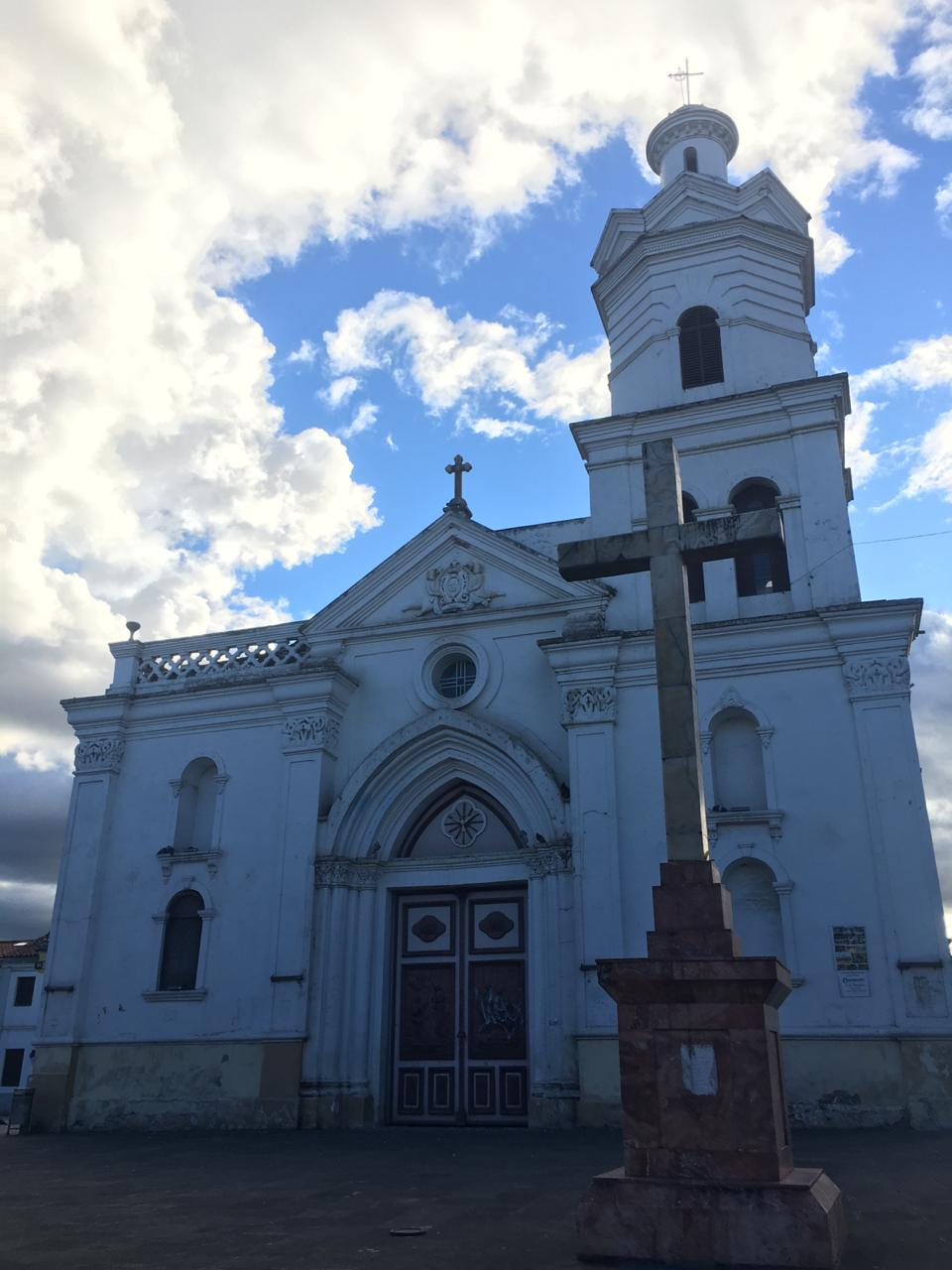
fachada frontal de la Iglesia San Sebastián (Cuenca-Ecuador)

### Iglesia San Sebastián
La Iglesia de San Sebastián se encuentra en las calles Bolívar y Coronel Talbot, en el límite oeste del Centro Histórico de Cuenca, en la parroquia San Sebastián, constituye el hito central del barrio tradicional que lleva su nombre. La fachada que da a un pequeño atrio en sentido oriental, tiene un solo cuerpo (torre) de estilo neo-clásico, alterado de alguna manera por la presencia gótica del arco correspondiente a la puerta principal. 
Es una de las más antiguas de Cuenca. En el texto La Fundación de Cuenca La Real Historia, se dice que el 21 de enero de 1578 se hizo y se fundó una ermita en la plaza llamada de “San Sebastián y San Fabián”, junto a una cruz y humilladero ya existentes. Debido a su peculiaridad de estar construida con una sola torre se cree que su construcción está incompleta y que no concuerda con la arquitectura religiosa de la ciudad.  
El frontispicio es de comienzos de siglo y la actual reconstrucción de la nave data de la época actual. A finales de siglo XIX se realizan modificaciones en la iglesia. Se sustituye la fachada y se eleva la cúpula sobre el presbiterio. Esta intervención es atribuida al hermano Juan B. Stiehl, quien trabajó en este y otros templos de la ciudad.

### Parque San Sebastián

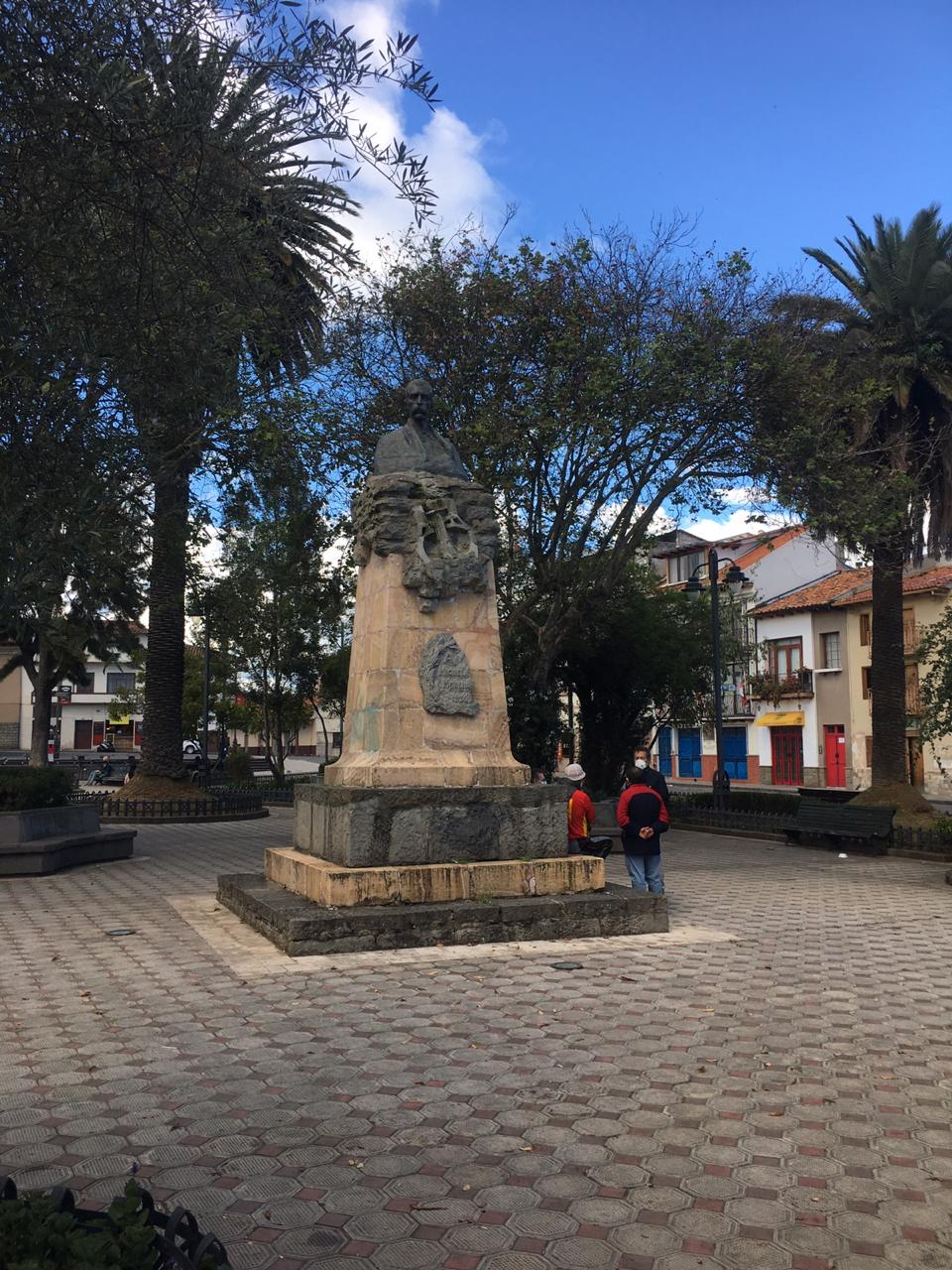
Monumento al Dr. Miguel Moreno, parque San Sebastián (parroquia San Sebastián) Cuenca-Ecuador

El parque se encuentra al costado derecho de la iglesia, rodeado de árboles y en su centro se encuentra un busto en honor al Doctor Miguel Moreno, un notable poeta nacido en la hacienda Tutupali, en las cercanías de Cuenca.  Alrededor del parque se encuentra el Museo de Arte Moderno, uno de los espacios más importantes de la cultura de Cuenca, varios lugares gastronómicos y el municipio de Cuenca colocó bicicletas para el uso del público en general para así incentivar el deporte y cuidado del cuerpo de sus habitantes o turistas.   
Este parque o plaza se ha convertido en el lugar de moda del Centro Histórico de Cuenca, debido a la belleza de la arquitectura, la tranquilidad, los árboles, los cafés, restaurantes y demás opciones que permiten el esparcimiento en ratos libres, en medio de uno de los barrios tradicionales de la ciudad.   

### Museo Municipal de Arte Moderno

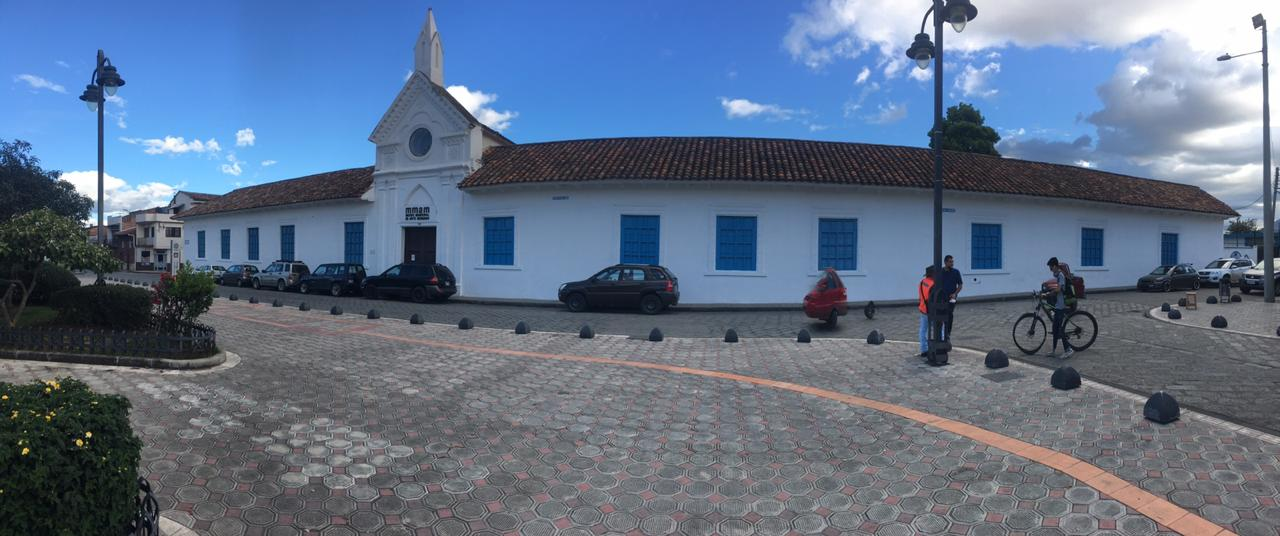
Museo Municipal de Arte Moderno (Parroquia San Sebastián) Cuenca-Ecuador

El Museo Municipal de Arte Moderno su fundó y abrió sus puertas el 1 de agosto de 1981. El Museo se transformó poco a poco en el centro de las manifestaciones artísticas más notables del espíritu moderno de Cuenca. La casa en donde funciona el Museo Municipal de Arte Moderno pertenece a la arquitectura regional antigua de tipo institucional. Se encuentra ubicado en las calles Mariscal Sucre y Coronel Talbot de Cuenca. Sus horarios de atención varían, pero toda la información la encontrarás dentro del museo. Las actividades más destacadas son:
1. Talleres infantiles: Existe un área dedicada para los niños entre los 6 y 12 años. Hay clases de dibujo, pintura, títeres, teatro, cerámica y música. Todas las clases con profesores especializados y, además, cuentan con una biblioteca para niños. Se realizan cursos vacacionales y es un buen lugar para que los niños aprender actividades nuevas y entretenidas. 
2. Colecciones: Las colecciones que aquí se encuentran son en su mayoría trabajos de pintura, serigrafía, grabado, aguafuerte, xilopintura, tinta, escultura, dibujo y fotografía. Temporalmente exhibe muestras de consagrados maestros del arte ecuatoriano y extranjeros, además de la presentación de mesas redondas, conferencias, recitales, proyecciones, lanzamientos bibliográficos, seminarios y talleres infantiles de arte.
3. Biblioteca: Entre los objetivos del Museo está ofrecer a Cuenca una Biblioteca de Arte para fomentar, difundir y educar en el arte y la cultura a los artistas plásticos, estudiantes y ciudadanos en general, que podrán encontrar una variedad de libros relacionados con escultura, pintura, grabado, arquitectura, diseño, técnicas de la pintura, dibujo, crítica de arte, música, cine, entre otros temas.

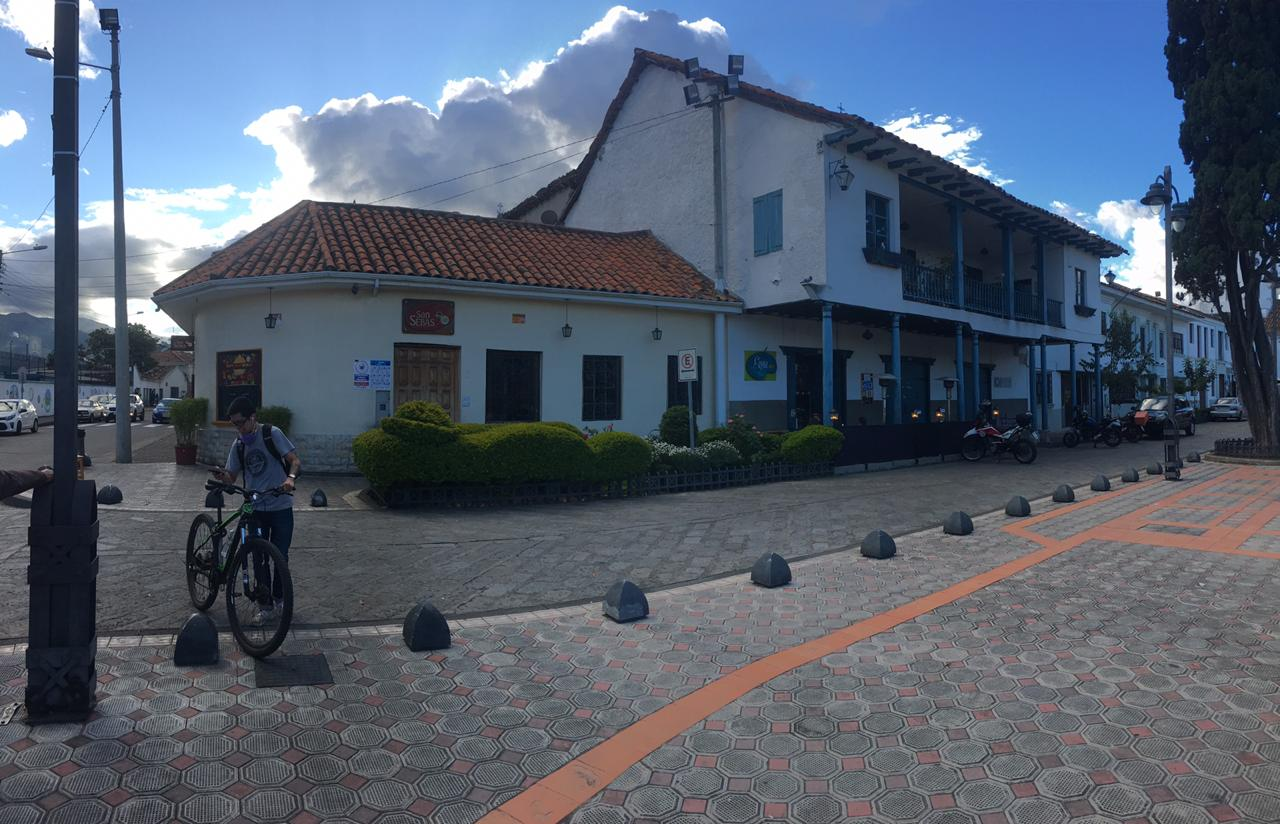
Cafetería San Sebas y La Casa Azul (Parroquia San Sebastián) Cuenca-Ecuador

### Cafetería San Sebas y Cafetería y galería Casa Azul
Ambas son cafeterías ubicadas alrededor de la plaza de San Sebastián. Se encuentran en la esquina de la calle San Sebastián 1-94 y Mariscal Sucre, diagonal al museo de arte moderno. El tipo de comida que se sirve es muy variada. Puedes acceder al establecimiento con vista al parque.
  

Estos dos lugares son muy populares para locales y turistas que visitan la ciudad por la calidad de sus preparaciones. Mientras San Sebas se especializa en comida canadiense y norteamericana y su fuerte son los desayunos y brunch, Casa Azul se especializa en piqueos, cervezas y licores. Depende de la hora del día y del plan, cada uno de ellos te ofrece la opción que necesitas para que pases un rato sólo o acompañado. 

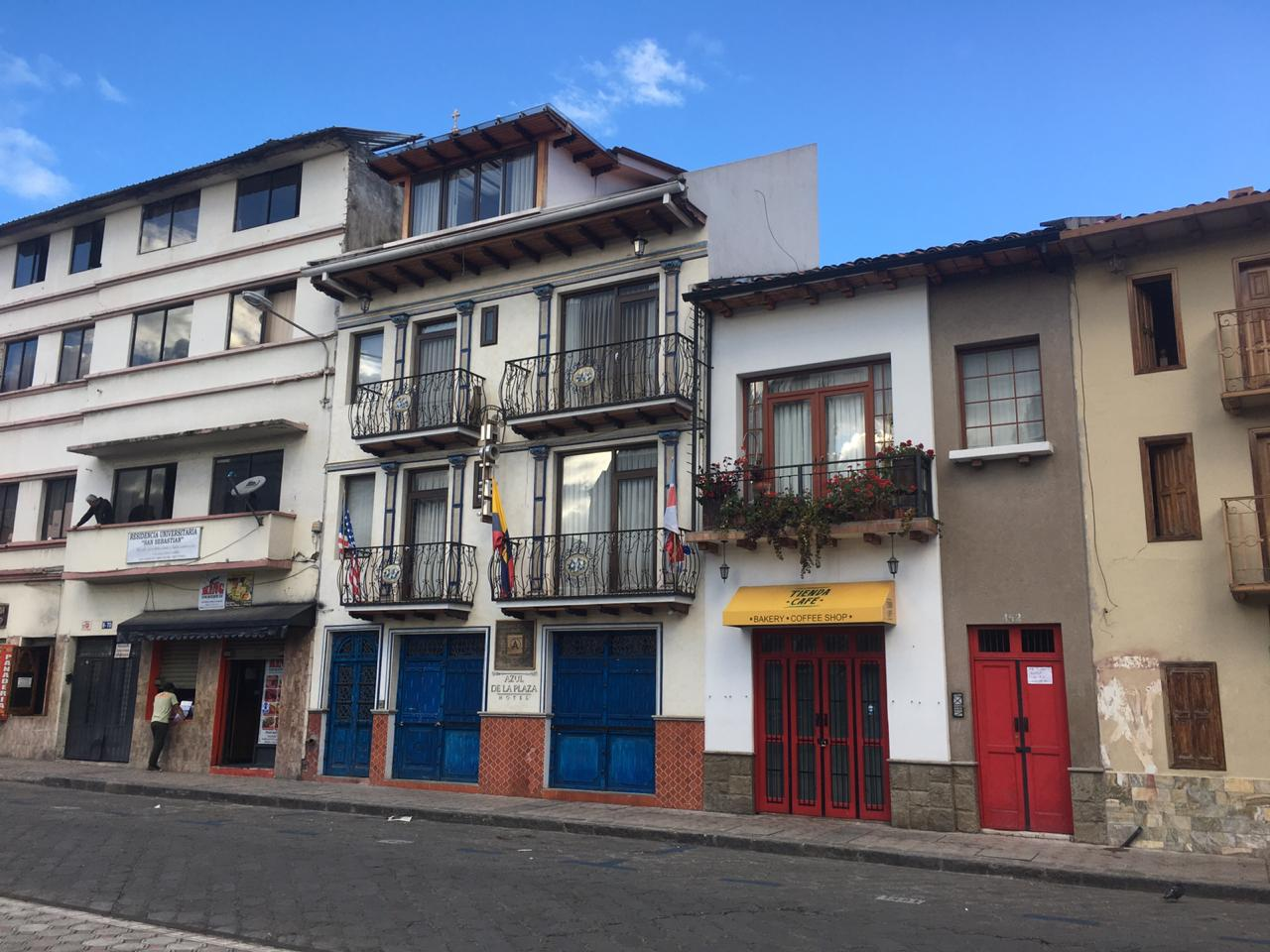
Hotel Azul de la Plaza (Parroquia San Sebastián) Cuenca-Ecuador

### Hotel Azul de la Plaza
La zona de San Sebastián ofrece diversos servicios, entre los que se destaca los hoteles, las tiendas de artesanías, cafeterías y restaurantes. La zona cuenta con grandes hoteles y casas coloniales arregladas y modificadas para recibir a su público y así poder conocer sobre la historia y sobre la época en las que estas casas fueron construidas y poder hospedarte en ellas.
Uno de los hoteles de la zona es el hotel Azul de la Plaza. Este pequeño hotel se encuentra en la plaza de San Sebastián. Es un establecimiento muy tradicional de la parroquia y es muy reconocido dentro de la ciudad de Cuenca. El hotel es recomendado por su excelente ubicación y el trato amable de la gente que lo conforma, además,  te encuentras en pleno centro de la ciudad y puedes disfrutar de todo lo que te ofrece la ciudad a pie.

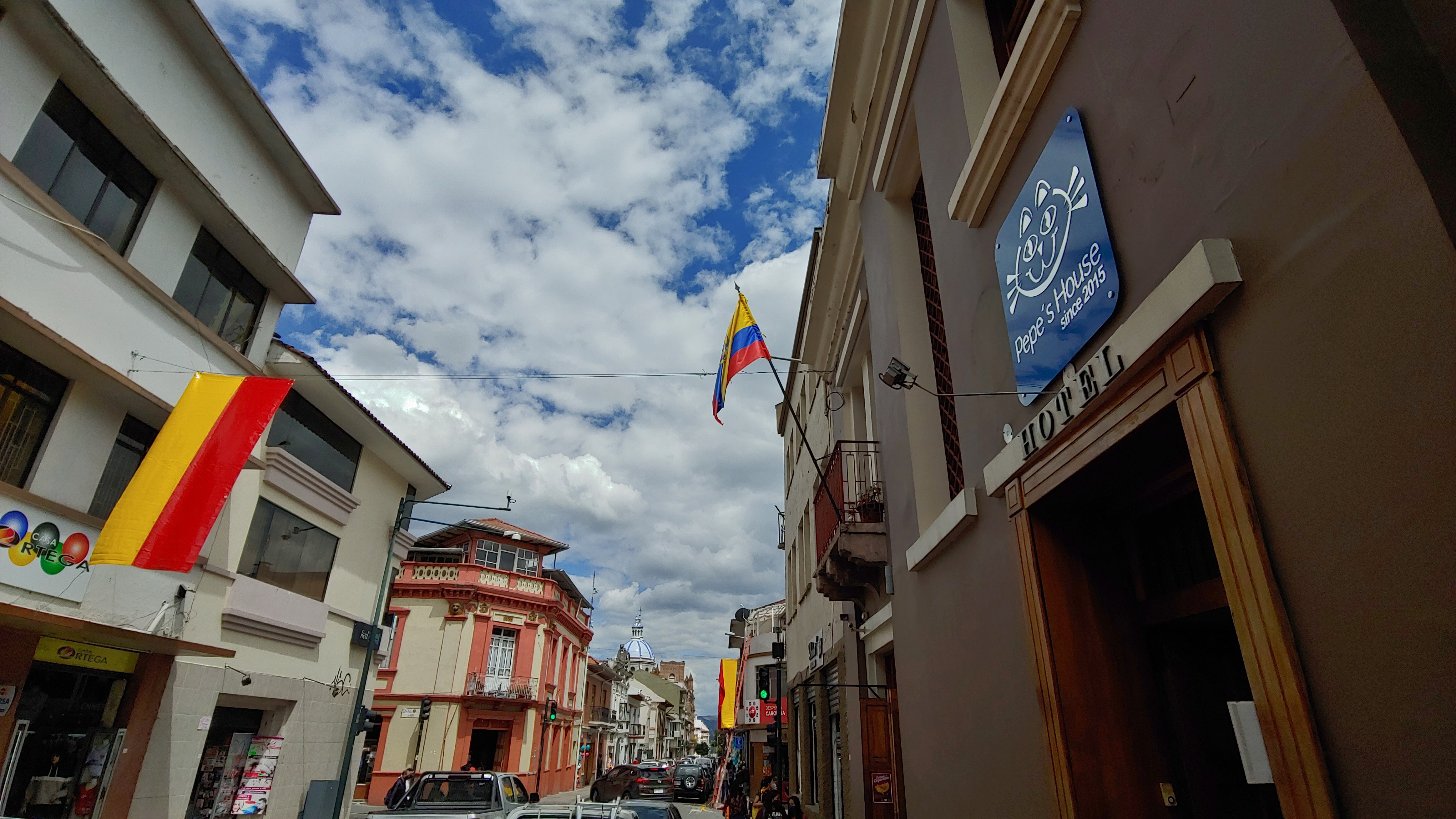
Fachada Hotel Pepes House Cuenca

### Pepe's House Hotel & Boutique Hostel
Una bella casa republicana restaurada entre 2010 y 2012, ubicada en Mariscal Sucre 12-19 y Tarqui, en donde funcionó por casi 8 años el Hotel Casa Sucre, es desde 2020 la sede de este hermoso hotel & boutique hostel que con su decoración elegante y toques modernos en sus 12 habitaciones, se constituye en un referente para los viajeros nacionales y especialmente internacionales.
Una bella terraza, pequeñas salas interiores, muchas plantas y habitaciones muy confortables, hacen de este lugar una opción de alojamiento justo a medio camino entre la plaza de San Sebastián y el Parque Calderón, epicentro de la ciudad.
Este alojamiento ha recibido varios reconocimientos entre sitios especializados en viajes como HostelGeeks (uno de los mejores boutique hostel de Ecuador y Cuenca) y Lonelyplanet.

### Taller artesanal de repujado
Repujar metales a mano con el fin de generar obras decorativas es una actividad que se lleva a cabo en la parroquia San Sebastián.
En el taller artesanal del maestro Carlos Bustos se pueden encontrar obras de arte fidedignas como candelabros, marcos de espejos, lámparas, baúles, etc. El negocio se mantiene activo después de casi 40 años y es muy recomendado para realizar visitas y apreciar el arte cuencano.

### Tienda de artesanías Las Mercedes Folklore
Además, la tienda de artesanías Las Mercedes Folklore no se queda atrás, el emprendimiento nació para capturar y representar la belleza de la ciudad.  Entre sus primeros productos están cajas musicales y dentales que presentan temáticas cuencanas, además tienen productos personalizados como jarros, agendas y joyería.

### El Mercado Tres de Noviembre
El mercado Tres de Noviembre está ubicado en las calles Mariscal Lamar y coronel Talbot, es un lugar de venta de víveres y comestibles como legumbres, carne, frutas y en el segundo piso encontramos una variedad de gastronomía típica cuencana para la ciudadanía en general. A su alrededor se encuentran muchos restaurantes y tiendas variadas que tiene su historia dentro de la parroquia y gente humilde que se dedica a as labores que se dedicaban sus ancestros. Se tiene la proyección de que en un futuro cercano se convierta en el primer mercado turístico de Cuenca.
El GAD de Cuenca ha planficiado la remodelación de este mercado para el año 2020, misma que incluye el cambio de cubierta, ampliación de puestos de venta y patio de comidas. Se incluirán puestos de venta de granos en la parte exterior del mercado.

### Casa Crespo Jaramillo
Esta tradicional casa está ubicada junto al Parque de San Sebastián, fue construida en 1878. Se ubica en la calle Gran Colombia y Baltazara de Calderón (Esquina). Su arquitectura distinta hace de ella un punto sobresaliente sobre el resto de casas cercanas, su forma triangular le singulariza, haciendo de los ejemplos de la arquitectura popular regional. En el pasado la casa se usaba para la venta de quesos a los vecinos del sector y a los viajeros que salían o llegaban a la ciudad; funcionó además como lugar de posadas para los turistas.

### La Casa Lupercio
Ubicada en calle El Tejar. Lupercio fue el maestro de las obras patrimoniales en la ciudad de Cuenca, un hombre del campo cuyas iniciativas en el ámbito de la construcción legaron edificaciones que enriquecen la arquitectura urbana de cuenca en el siglo XXI. Decenas de casas diseñó y construyó Lupercio en cuyas fachadas dejó la huella de su firma.
Su propia casa acaba de convertirse en bien perteneciente al Patrimonio Cultural del Estado por acuerdo del ministro de cultura Ramiro Noriega.
La Casa Lupercio recibió la insignia "Fray Vargas", otorgada por la Municipalidad de Cuenca, al conmemorarse los 460 años de Fundación de su fundación, el 12 de abril de 2017.

## Gastronomía
Cuenca ha llegado a convertirse en una ciudad donde la gastronomía es muy diferente, es un lugar para mostrar innovaciones de cocina ecuatoriana o internacional. En los últimos años el crecimiento en la oferta y demanda gastronómica en la ciudad y sus alrededores ha sido muy grande, por lo que la Parroquia de San Sebastián también se ha actualizado en este tema y podemos encontrar gran cantidad de restaurantes con comida de todo tipo y variedad como comida tradicional y comida del extranjero
Tienda Café es un espacio que brinda productos basados en café de altura, cultivado en el Valle de Yunguilla. Jodoco Belgium Brew también se encuentra en la plaza y brinda bebidas y gastronomía de Bélgica.